# Mitch McGary
Mitchell Neil William "Mitch" McGary (Chesterton, Indiana, 6 de junio de 1992) es un exjugador de baloncesto estadounidense. McGary declaró su elegibilidad para el Draft de la NBA después de completar su segunda temporada como sophomore con los Michigan Wolverines en 2013-14.
En el momento de su carta nacional de intención para firmar con Michigan Wolverines, ESPN.com y Scout.com calificaron a McGary como el jugador número dos de los institutos de los Estados Unidos en la clase de 2012, mientras que Rivals.com lo ubicó en el número tres. McGary no solo era el mejor ala-pívot reclutado consensuado en la nación, sino también el mejor hombre grande (en inglés: big man) según la mayoría de las fuentes de la época. Después de su firma, sin embargo, McGary cayó en el ranking ya que sus deficientes habilidades ofensivas fueron evidentes.
En Michigan, McGary se convirtió en sexto hombre, así como el líder en tapones y rebotes para el equipo de Michigan Wolverines en la temporada 2012-13. Durante la misma, fue nombrado dos veces Freshman de la Semana de la Big Ten Conference. Se convirtió en titular regular durante el Campeonato de la División I de Baloncesto Masculino de la NCAA de 2013 y ganó los reconocimientos de Mejor Quinteto Regional Sur y Mejor Quinteto del Torneo de la NCAA. Lideró toda la Big Ten como freshman (debutante) en rebotes.

## Trayectoria deportiva

### Inicios

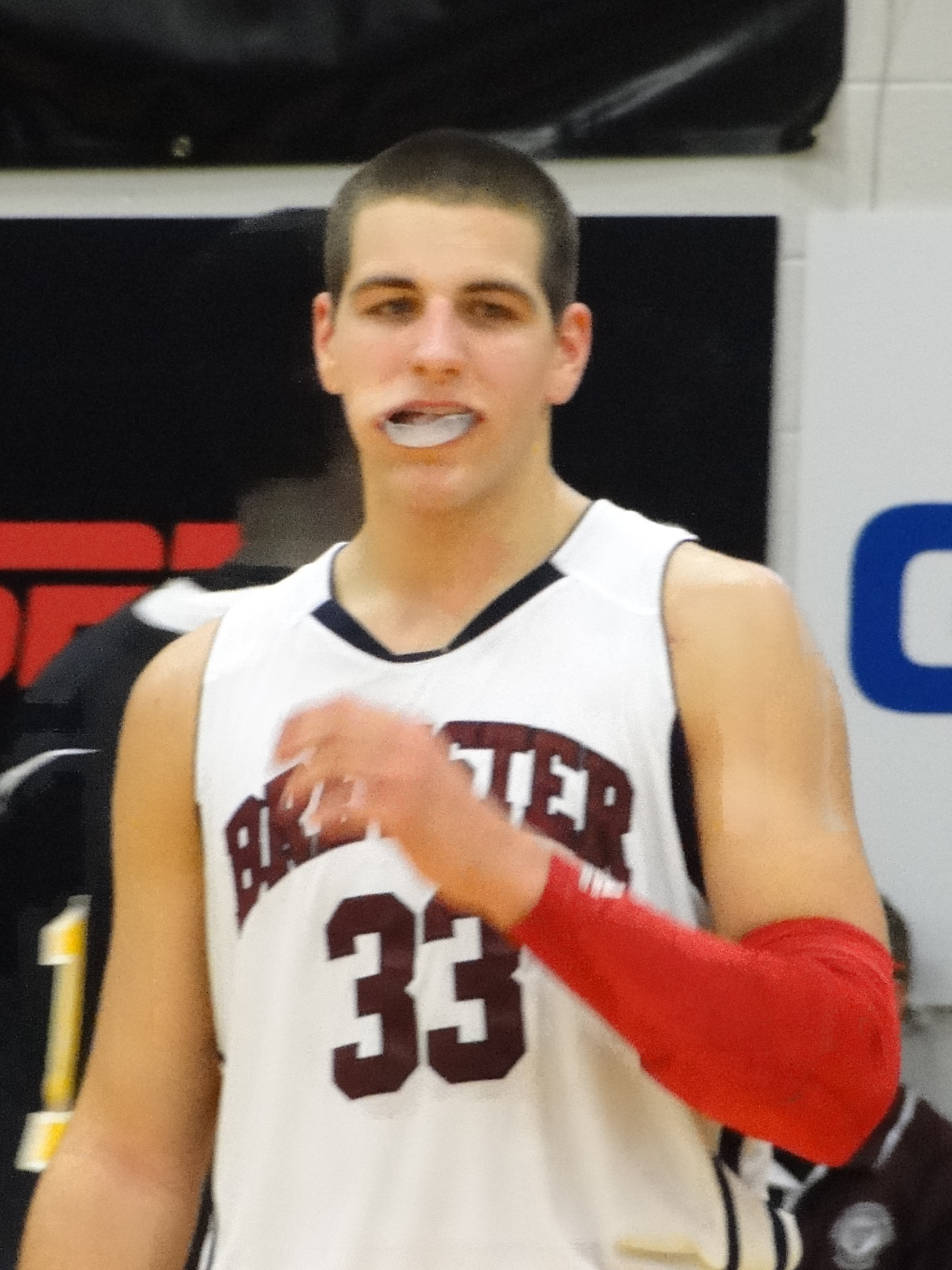
McGary en Brewster

Mitch McGary nació el 6 de junio de 1992 y se crio en Chesterton, Indiana. Jugó en las ligas de baloncestos YMCA y Amateur Athletic Union (AAU) en su juventud, y su padre, Tim, quien nunca había practicado deportes de equipo, lo entrenó hasta el cuarto grado. La madre de McGary se llama Valerie. Cuando era más joven, su padre pensó que su futuro deportivo estaba en el béisbol. Jugó en 2007-08 con el equipo del instituto Chesterton High School en su primer año como freshman. Ese año también fue un tight end con 1,98 metros y 86 kilos en el equipo de fútbol del instituto, pero su padre le hizo dejar el fútbol mientras continuó creciendo. Su equipo local de baloncesto de Indiana incluyó sus futuros compañeros de equipo en Míchigan; Max Bielfeldt y Glenn Robinson III, hijo de Glenn Robinson. Se unió al equipo de baloncesto en la siguiente temporada y jugó dos años. McGary está afectado por el trastorno por déficit de atención con hiperactividad. Con el tiempo fue transferido a la Brewster Academy, una escuela preparatoria en Wolfeboro, Nuevo Hampshire, para repetir su tercer año porque sus padres pensaron que la disciplina sería buena para él. Antes de aquello, McGary era el chico más alto de su escuela. Es zurdo para el lanzamiento a canasta.
Todavía en marzo de 2011, McGary estaba clasificado como el número 92 en la clase nacional de 2012 por Rivals.com. Durante el LeBron James Skills Academy en julio, destacó como el mejor jugador entre los asistentes. Fue invitado a participar en el quinto anual Nike Global Challenge del mes siguiente. Finalmente no participó debido a una lesión en el tobillo. Sin embargo, a finales de ese mes, participó en el evento Boost Mobile Elite 24, donde destrozó un tablero. Sus otros campamentos de verano de 2011 incluyen Pittsburgh Jam Fest, campamento de la Asociación Nacional de Jugadores de Baloncesto (NBPA) Top 100 y el campamento Under Armour Mejor de lo Mejor (Best of the Best), donde fue el MVP. En agosto también, ESPN informó que McGary había reducido su lista de universidades a seis: Universidad de Florida, Universidad de Maryland, Universidad de Carolina del Norte, Universidad de Míchigan, Universidad de Duke y la Universidad de Kentucky. Debido a que McGary no le gusta ser el portador de malas noticias, cuando redujo su lista, tenía a su padre en contacto con los entrenadores de los equipos que ya no estaban en pelea por sus servicios. McGary programó su visita oficial a Míchigan para el inicio de septiembre. McGary completó sus visitas oficiales a campus de la Universidad de Míchigan, la Universidad de Carolina del Norte, y la Universidad de Duke, en este orden, el 4 de octubre. Sin embargo, debido a las lesiones sufridas unas semanas antes, mientras rompió el tablero, solo jugó una serie de partidillos en Duke. También hizo una visita no oficial a Florida antes de estas visitas oficiales.
Supo que su mejor amigo, Robinson, se había comprometido con Michigan el 14 de septiembre de 2010. En una conferencia de prensa transmitida por ESPNU, el 3 de noviembre de 2011, McGary anunció su compromiso verbal con Michigan sobre su otros dos finalistas que fueron Florida y Duke. Pocas horas después del compromiso, ESPN calificó la clase de reclutamiento de Michigan como la quinta mejor en la nación. Después de que otras varias universidades anunciaron sus compromisos, Michigan que había estado fuera de los 25 mejores a finales del mes de octubre, ocupó el puesto número 7 en la clasificación de la nación, de acuerdo con ESPN. Esperó hasta el 9 de noviembre para firmar su carta nacional de intención para que sus padres, que aún vivían en Indiana, pudieran estar presentes. Sus padres querían que fuera dirigido por el entrenador Mike Krzyzewski y esperaban que eligiera a Duke. En el momento de la firmas de la carta nacional de intención de noviembre de 2011, Nik Stauskas, Robinson y McGary dieron a Michigan una posición consensuada entre las diez mejores clases entrantes de 2012.
McGary era técnicamente elegible para el Draft de la NBA de 2012. Su instituto Brewster llegó al torneo de baloncesto NEPSAC Class AAA Boys' de 2012 invicto y calificado número 1 en la nación de acuerdo al Rankings de Baloncesto Five-Star publicado en Sports Illustrated, pero perdieron en las semifinales del torneo contra el instituto Northfield Mount Hermon School, el cual fue dirigido por su futuro compañero de equipo Spike Albrecht, en la prórroga el día 2 de marzo. En ese tiempo extra, McGary falló un tiro libre para empatar el partido con 17,3 segundos restantes. Su equipo derrotó al instituto Massanutten Military Academy y a Notre Dame Prep para llegar a la final el 7 de marzo del Campeonato Nacional de Preparatoria contra el instituto Hargrave Military Academy. Su instituto Brewster ganó el partido del Campeonato Nacional de Preparatoria. Se informó que el equipo de 2011-12 del instituto Brewster tenía ocho futuros jugadores de la División I, incluyendo a Aaron Thomas comprometido con Florida State, Semaj Christon comprometido con Xavier, T. J. Warren comprometido con NC State y JaKarr Sampson. JaKarr Sampson ganó el MVP del Campeonato Nacional de Preparatoria y el Jugador del Año AAA NEPSAC, dejando a McGary con un papel secundario.
McGary fue invitado a participar en el campeonato All-American, junto a su futuro compañero de equipo Glenn Robinson III en Nueva Orleans, el 1 de abril de 2012. Seis días más tarde, McGary representó al USA Basketball en la decimoquinta edición del Nike Hoops Summit como parte del Equipo de la Selección Nacional Junior USA de 2012. Después de la temporada, fue nombrado como uno de los cincuenta All-American en el baloncesto por la revista Parade.
Durante su última temporada, los scouts se dieron cuenta de que McGary estaba menos pulido en la ofensiva de lo que había aparecido. En enero, su calificación había reducido del número 2 en general a cerca del número 20. Eventualmente se estableció entre el 26 y el 30 por Scout.com, ESPN y Rivals.com en los rankings de la clase final de 2012.

### Universidad

#### Primera temporada
En el tercer partido de la temporada y el tercero de su carrera, McGary lideró el partido con 9 rebotes en 17 minutos de juego desde el banquillo contra Cleveland State el 13 de noviembre. También logró 3 de 3 en sus tiros de campo. El 4 de diciembre, McGary alcanzó cifras dobles en anotación por primera vez contra Western Michigan (octavo partido de la temporada) donde anotó 10 puntos en 5 de 5 en tiros en 14 minutos de juego saliendo desde el banquillo. Obtuvo su primer partido de 10 rebotes el 11 de diciembre contra los Binghamton Bearcats. El 20 de diciembre, registró su primer doble-doble con su récord personal de 11 rebotes y 10 puntos, así como otro récord personal de 3 robos en apenas 18 minutos de juego contra Eastern Michigan. El 24 de diciembre, fue reconocido como freshman (debutante) de la semana de la Big Ten. El 6 de enero, McGary igualó su entonces récord personal de rebotes con 11, también igualó su récord de 2 asistencias y estableció su récord personal de 3 tapones contra Iowa. El 28 de enero, Michigan era el número uno en la encuesta de la Associated Press con 51 de 65 votos en la primera ronda. Fue la primera vez que Michigan ocupó la cima en la encuesta de la Associated Press desde que el Fab Five del 1992-93 que lo logró el 5 de diciembre de 1992.
Después de sufrir una lesión en el tobillo contra Illinois, el pívot titular Jordan Morgan se perdió el partido contra Northwestern el 30 de enero. McGary registro 11 rebotes más, contra Northwestern. En los partidos posteriores, Morgan continuó renqueante, jugando pocos minutos o ninguno. McGary estableció sus marcas personales en 29 minutos, 14 puntos y 4 robos, además de 6 rebotes, el 5 de febrero en una victoria en la prórroga contra Ohio State. El 9 de febrero, McGary jugó 32 minutos en una derrota en la prórroga ante Wisconsin, finalizando con 12 puntos, 3 robos y 8 rebotes. Por sus esfuerzos en dos partidos en tiempo extra en la semana, fue reconocido por segunda vez como freshman (debutante) de la semana de la Big Ten, el 11 de febrero. El 12 de febrero en el partido número 15 de Michigan, McGary hizo su primera aparición en la alineación titular en el partido de rivalidad contra Michigan State. Michigan perdió 72-52 con McGary como máximo reboteador del equipo, con 4 rechaces. Morgan regresó a la alineación titular el 17 de febrero contra Penn State, pero solo jugó 7 minutos. Aunque McGary salió otra vez de titular contra Illinois el 24 de febrero, Morgan jugó más minutos que McGary y Jon Horford. El 14 de marzo, en la primera ronda del campeonato de baloncesto masculino de la Big Ten de 2013 contra Penn State, McGary logró su segundo doble-doble de su carrera, alcanzando los 10 puntos y 10 rebotes en la primera mitad, pero solo agregó un rebote más en la segunda mitad.
Antes del Campeonato de la División I de Baloncesto Masculino de la NCAA de 2013, Jeff Goodman de CBSSports.com señaló a Michigan como el equipo del torneo con más futuros talentos para la NBA en su plantilla (en ausencia de Kentucky que fue relegado al torneo National Invitation Tournament de 2013).
Como cabeza de serie número 4, Michigan derrotó a su primer oponente en el torneo, South Dakota State, 71-56 el 21 de marzo, con McGary saliendo de titular por tercera vez en la temporada y contribuyendo con 13 puntos y 9 rebotes. La victoria número 27 de la temporada le dio al equipo su mejor racha de victorias en 20 años y marco el récord personal de la carrera del entrenador John Beilein. Dos días más tarde, McGary hizo su cuarta titularidad de su carrera, añadiendo récords personales de 21 puntos en 10 de 11 tiros y 14 rebotes contra VCU en una victoria por 78-53. En los dos primeros partidos del torneo combinados, anotó 16 de 20 tiros. El 29 de marzo contra Kansas, McGary hizo su tercera titularidad consecutiva y quinta de la temporada. Anotó su récord personal de 25 puntos e igualó su otro récord de 14 rebotes, registrando su segundo doble-doble consecutivo y cuarto de su carrera. Anotó 12 de 17 tiros en el partido. McGary se unió a Blake Griffin (2009) como los únicos jugadores en los últimos 15 Campeonato de la División I de Baloncesto Masculino de la NCAA en lograr 14 o más rebotes y 21 o más puntos en partidos consecutivos. Con el torneo en ejecución, McGary se convirtió en el líder de la Big Ten Conference en porcentaje de tiros de campo (aunque se desplazó justo debajo de Victor Oladipo a final de la temporada). En las finales regionales el 31 de marzo contra Florida, McGary contribuyó con 11 puntos y 9 rebotes, incluyendo 8 puntos en una ventaja que abrió Michigan de 13-0 para iniciar el partido. McGary también añadió un récord personal de 5 robos durante su cuarta titularidad consecutiva. McGary y Stauskas se unieron al Jugador Más Destacado Trey Burke en el mejor quinteto de la Regional Sur. Después de la oración después del partido del campeonato regional y con el consentimiento de la señora Beilein, McGary y Tim Hardaway Jr. dieron al entrenador John Beilein un baño de Gatorade. El 6 de abril en la semifinal nacional contra Syracuse, McGary contribuyó con 10 puntos y 12 rebotes, junto con el récord personal de 6 asistencias. Dos noches después, Michigan perdió el partido del campeonato de Louisville con un resultado de 82-76, McGary aportó 6 puntos, 6 rebotes, una asistencia, un robo y un tapón. McGary fue nombrado en el Mejor Equipo del Campeonato (el cual fue revisado varias veces) junto con sus compañeros de equipo Burke y Albrecht. En sus seis titularidades en el Campeonato de la NCAA, promedió un doble-doble con 14,3 puntos y 10,8 rebotes. McGary terminó la temporada como el líder freshman (debutante) de la Big Ten Conference en rebotes y segundo puesto detrás de Victor Oladipo en porcentaje de tiros de campo (59,87% contra 59,82%).

#### Draft de la NBA de 2013
Después de la Final Four, McGary declaró que no iba a entrar en el Draft de la NBA de 2013, pero unos días más tarde dijo que había sido pillado por sorpresa y prefería responder después de que se tomara un tiempo para reflexionar sobre su temporada. El 9 de abril, antes de coger el avión para regresar a casa de la Finar Four de la NCAA, su entrenador Beilein se reunió con Burke, Hardaway, Robinson y McGary para solicitar la admisión en el draft como jugadores no graduados por parte del comité asesor de la NBA. La junta del draft tenía hasta el 15 de abril para el desarrollo de cada informe individual y los jugadores tenían hasta el 28 de abril para entrar al draft. El 12 de abril, Myron Medcalf periodista de ESPN describió la probabilidad de la entrada al draft de McGary como "limitada", señalando que su actuación en el campeonato de la NCAA podría haberle dado una oportunidad repentina para ser una elección en la lotería del draft. Varias fuentes lo señalaron como una probable selección de primera ronda en el draft de la NBA, así que había muchas especulaciones acerca de que si iba a entrar en el mismo. El 18 de abril, McGary y Robinson celebraron una conferencia de prensa conjunta para anunciar que no iban a entrar al draft. Esto se produjo después de que sus compañeros Burke y Hardaway sí lo hicieran los días 14 y 17, respectivamente.

#### Segunda temporada

##### Pretemporada
El 30 de abril, Eamonn Brennan de ESPN lo seleccionó en el primer equipo All-American de la pretemporada de 2013-14. En junio de 2013, Mike DeCourcy de Sporting News nombró a McGary como el mejor pívot para la próxima temporada. McGary rechazó una invitación para ser probado por la selección de Estados Unidos que compitió en la Universiada de Verano de 2013, optando en su lugar por asistir a la academia de habilidades Nike (Nike Skills Academy) para hombres grandes junto a Amar'e Stoudemire y Anthony Davis, y al LeBron James Skills Academy.
El 6 de septiembre, Sporting News eligió a McGary en su primer equipo All-American de la pretemporada (junto con Doug McDermott, Marcus Smart, Jabari Parker y Andrew Wiggins) así como el mejor jugador en general en la Big Ten Conference después de llevar a Michigan al partido de campeonato promediando 14,3 puntos y 10,7 rebotes por partido en el torneo. Más tarde ese mes, McGary, unido a McDermott, Smart, Wiggins y Julius Randle fue primer equipo All-American en la pretemporada por USA Today. Sin embargo, el personal de deportes de USA Today lo seleccionó más tarde como segundo equipo. El Blue Ribbon College Basketball Yearbook incluyó a McGary en el segundo equipo All-American en la pretemporada. Lindy's Sports seleccionó a McGary en el segundo mejor equipo de la Big Ten en la pretemporada y lo nombró segundo mejor ala-pívot de la nación. Athlon Sports lo seleccionó en el segundo equipo All-American de la pretemporada y mejor equipo de la Big Ten en la pretemporada. CBS Sports lo seleccionó en el segundo equipo All-American de la pretemporada. Dick Vitale lo seleccionó en su equipo All-Solid Gold de la pretemporada (junto con McDermott, Smart, Russ Smith y Aaron Craft). El 4 de noviembre, McGary fue nombrado en el primer equipo All-American en la pretemporada por Associated Press junto con McDermott, Smart, Wiggins y Smith. McGary estaba en la lista de observación de los 50 hombres de pretemporada para el premio Naismith y el Premio John R. Wooden.
En septiembre, McGary sufrió una dolor en la parte baja de la espalda que afectó su actividad de baloncesto. No jugó el primer partido de exhibición el 29 de octubre contra la Universidad de Concordia. McGary fue mejor selección de la Big Ten en la pretemporada tanto en la encuesta oficial publicada por la propia conferencia como en la encuesta no oficial publicada por la Big Ten Network. También estaba entre los 15 hombres preseleccionados de la pretemporada para el Trofeo Oscar Robertson.

##### Temporada regular

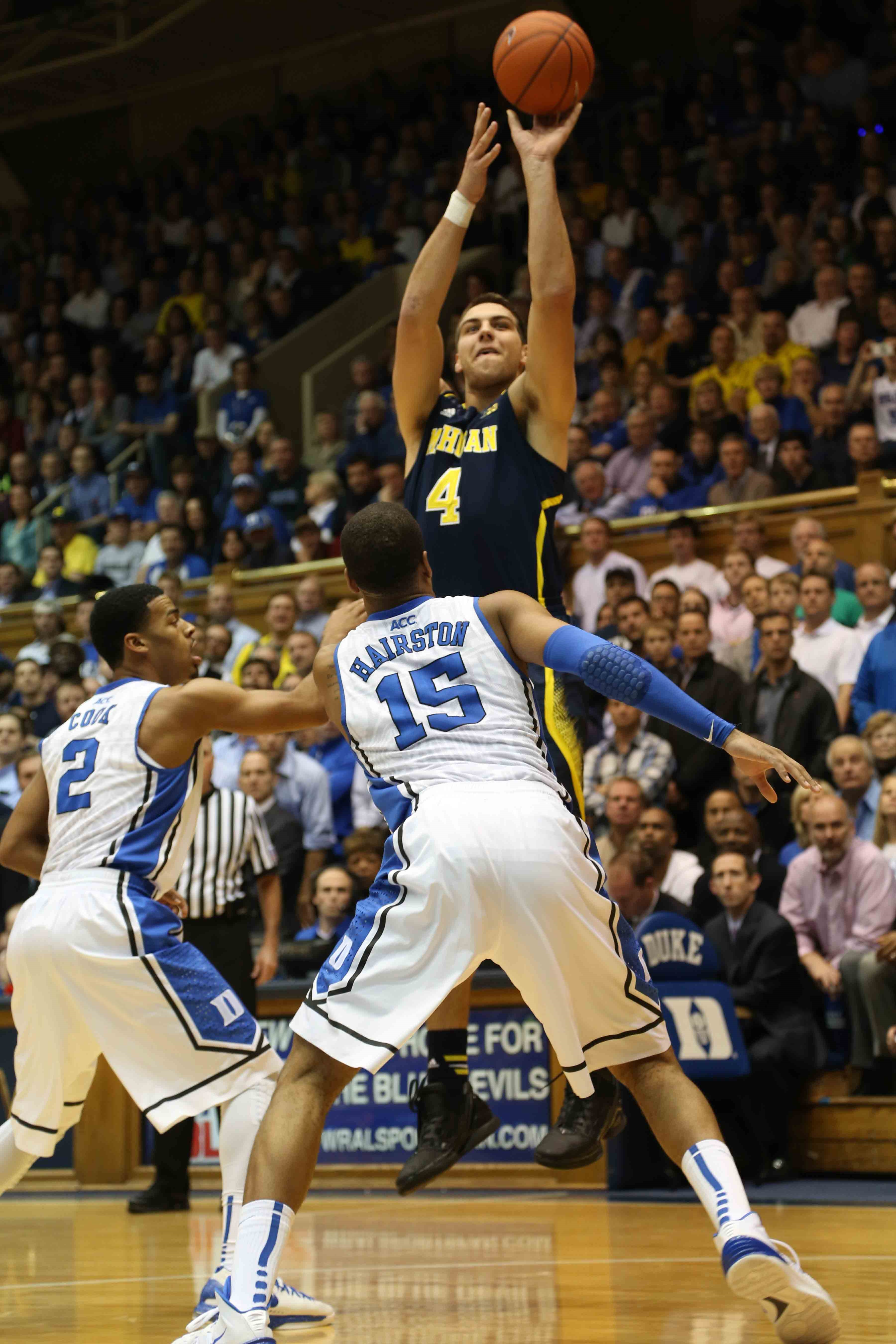
McGary tomando un tiro contra Quinn Cook y Josh Hairston en un partido de rivalidad contra Duke

McGary se perdió el partido de la apertura de la temporada el 8 de noviembre, debido a sus problemas con la espalda. Para el 11 de noviembre, su entrenador John Beilein declaró que McGary había comenzado su participación en los entrenamientos a una velocidad limitada. Después de perderse la pretemporada y los primeros dos partidos de la temporada regular, McGary volvió a jugar contra Iowa State el 17 de noviembre donde registró 9 puntos, 6 rebotes y 4 robos de balón. McGary registró un doble-doble con 14 puntos y 12 rebotes en su tercer partido, el 22 de noviembre en la semifinal del Puerto Rico Tip-Off contra Florida State. Con Stauskas máximo anotador fuera de juego por una lesión, el 29 de noviembre contra Coppin State, McGary salió como titular por primera vez en la temporada. El 3 de diciembre, McGary registro 15 puntos y 14 rebotes contra Duke. McGary igualó su récord personal de 6 asistencias cuando Michigan derrotó a Houston Baptist por 54 puntos el 7 de diciembre. El 21 de diciembre, McGary se sentó contra Stanford debido a diversos problemas físicos. El 27 de diciembre, McGary anunció que iba a tener que pasar por el quirófano por sus problemas en la espalda. Fue operado el 7 de enero. Para el 15 de marzo, había progresado hasta el punto de correr sobre superficies en pista dura, después de algún tiempo ejercitándose en una cinta de correr bajo el agua. El equipo de 2013-14 avanzó a los cuartos de final del Campeonato de la División I de Baloncesto Masculino de la NCAA de 2014 antes de ser eliminado por Kentucky el 30 de marzo.

### NBA

#### Draft de la NBA de 2014
Después de la temporada, McGary, que había pasado de una posible selección de primera ronda en 2013 a una posible selección de segunda ronda en 2014, declaró que tenía que evaluar si estaba mentalmente y físicamente listo para seguir una carrera profesional. McGary y sus compañeros de equipo Robinson y Stauskas presentaron solicitudes de evaluación al comité asesor de la NBA quien respondió el 14 de abril, dando a los jugadores hasta el 27 de abril para entrar al draft. Al enterarse de que había dado positivo por marihuana tras la victoria contra Tennessee y de que se iba a enfrentar a una suspensión de un año, McGary declaró su elegibilidad para el draft, seguido de sus compañeros de equipo Stauskas y Robinson que habían declarado hace diez días. De las 14 anteriores selecciones para el draft de Michigan, 10 lo fueron en la primera ronda y 3 en la segunda. McGary se puso a prueba 18 días antes de que la NCAA decidiera reducir el castigo automático por el uso de marihuana a media temporada y su apelación a la clemencia no tuvo éxito. Durante sus dos años con Michigan, la universidad vivió su mejor racha de victorias de dos años en la historia de Michigan, con un total de 59. McGary firmó con el agente deportivo Mark Bartelstein (junto con su compañero de equipo Stauskas). Bartelstein es el padre de su excompañero de Michigan Josh Bartelstein y agente de su excompañero Tim Hardaway Jr.. Debido a la rehabilitación continua de su espalda, no estaba claro si McGary asistiría al NBA Draft Combine. McGary y Bartelstein decidieron que no debía participar en el mismo a menos que estuviera a un 100%.

#### Oklahoma City Thunder
McGary fue seleccionado en la primera ronda en el puesto número 21 por los Oklahoma City Thunder. Sus compañeros de equipo Nik Stauskas y Glenn Robinson III también fueron seleccionados, este logró marcó la primera vez que Michigan tuvo al menos tres seleccionados en el draft desde el Draft de la NBA de 1990. Como Trey Burke y Tim Hardaway Jr. fueron seleccionados el año anterior, cada jugador que titularizo el partido del Campeonato de la División I de Baloncesto Masculino de la NCAA de 2013 fueron seleccionados ya fuera en el Draft de la NBA de 2013 o de 2014.
En su primera temporada alternó su participación el primer equipo con la asignación a los Oklahoma City Blue de la NBA Development League, jugando 32 partidos en los que promedió 6,3 puntos y 5,2 rebotes.

## Estadísticas de su carrera en la NBA

### Temporada regular
| Año     | Equipo        | PJ | PT | MPP  | %TC  | %3P  | %TL  | RPP | APP | ROB | TPP | PPP |
| ------- | ------------- | -- | -- | ---- | ---- | ---- | ---- | --- | --- | --- | --- | --- |
| 2014-15 | Oklahoma City | 32 | 2  | 15.2 | .533 | .000 | .625 | 5.2 | .4  | .5  | .5  | 6.3 |
| 2015-16 | Oklahoma City | 20 | 0  | 3.6  | .478 | .000 | .400 | .9  | .2  | .1  | .1  | 1.3 |
| Total   | Total         | 52 | 2  | 10.7 | .527 | .000 | .580 | 3.5 | .3  | .3  | .3  | 4.4 |

## Personal
Su padre es un exalumno de la escuela secundaria Chesterton y su madre trabajo allí como tesorera de la escuela. Según su entrenador de baloncesto AAU, Wayne Brumm, se dice que McGary ha lanzado una pelota de béisbol entre medias y altas 80 millas por hora. McGary es un ávido patinador, con una serie de rampas de skate construidos por su padre en su patio trasero. 
En 2017 incursionó en torneos competitivos de bolos, deporte que practicó durante su adolescencia.